# Vlag van Kruishoutem
De vlag van Kruishoutem werd door de gemeenteraad op 21 oktober 1977 officieel vastgesteld als de gemeentelijke vlag van de Oost-Vlaamse gemeente Kruishoutem. Op 31 juli 1978 werd hij door het koninklijk besluit bevestigd en uiteindelijk gepubliceerd op 16 juni 1979 in het officiële Belgisch Staatsblad.
Officieel wordt de vlag beschreven als:
Drie gelijke horizontale banen met als kleur rood, geel en rood
De vlag is gelijk aan het voormalige wapen van Kruishoutem, toegekend in 1935, en nog steeds afgebeeld als wapenschild op het moderne wapen van Kruishoutem. Ze waren oorspronkelijk het wapen van de familie Jauche.
In 2019 is Kruishoutem samen met Zingem opgegaan in de gemeente Kruisem. De vlag is daardoor als gemeentevlag komen te vervallen.

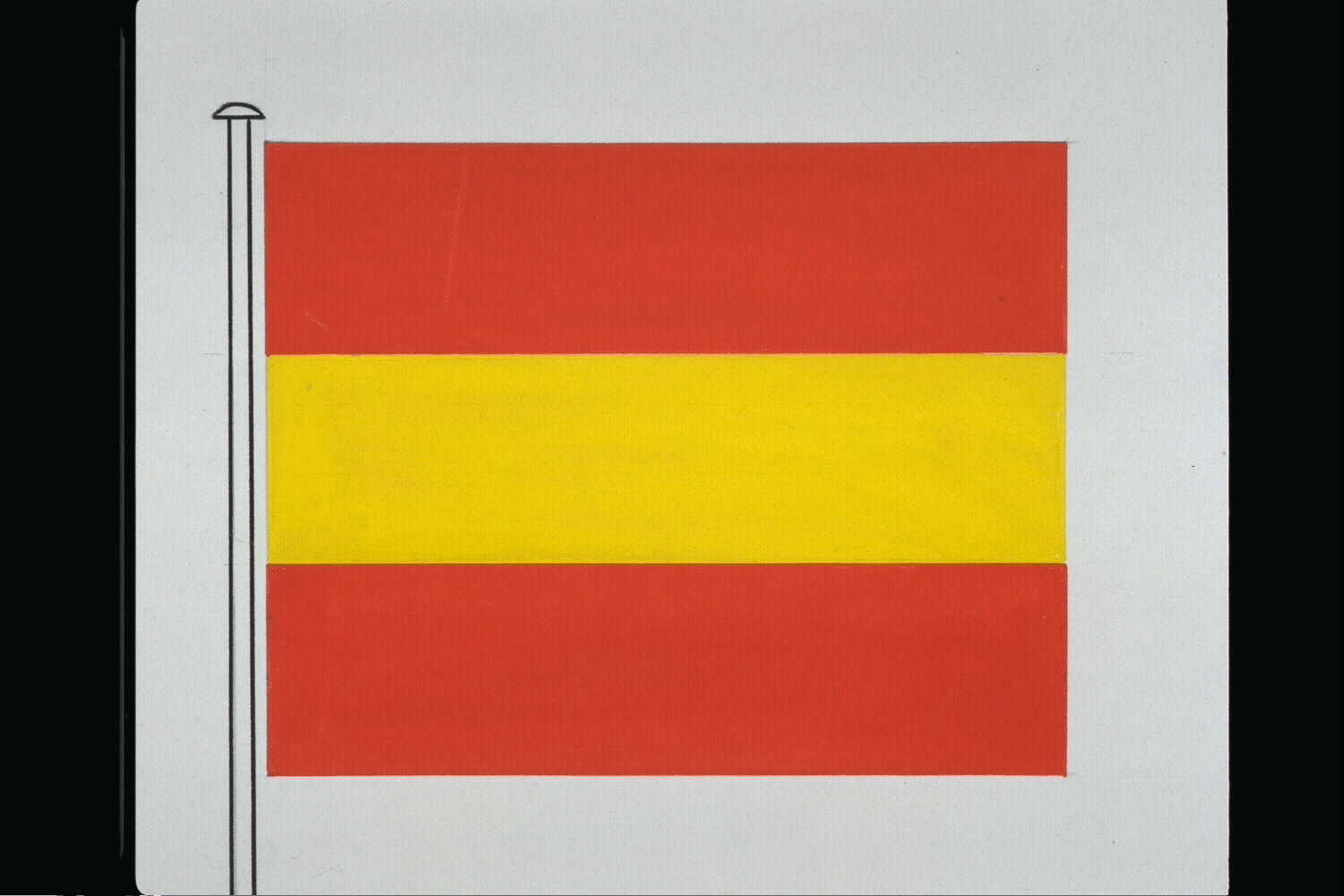
Officiële tekening van de vlag